# Çò des de Predo
Çò des de Predo és una casa de Casarilh, al municipi de Vielha e Mijaran (Vall d'Aran), inclosa a l'Inventari del Patrimoni Arquitectònic de Catalunya. És possible que el nom de la casa servi relació amb un Pere Domino Bonson documentat a Escunhau l'any 1313.

## Descripció
És un model d'habitatge del segle xix que resol el tancament del pati interior mitjançant el desnivell del terreny, sense necessitat per tant del típic clos amb portal. Adossat al costat oest de la façana hi ha el "cubèrt", enfront de la "bòrda", una segona "bòrda" i la part superior del "palhèr"; al darrere d'aquestes, hi trobem l'hort. El casal és d'estructura rectangular, dues plantes i "humarau" amb llucanes; la façana principal observa una distribució simètrica a partir de la porta d'accés. La coberta és de dues aigües, amb estructures de fusta i teulada de pissarra; la "capièra" és paral·lela a la façana, ambdues ben orientades a migdia. Les "lucanes" presenten el voladís en fusta treballada amb motius geomètrics. La porta d'accés conserva el marc de fusta, amb els muntants assentats sobre sengles daus de granit per evitar humitats. La porta pròpiament dita, amb la típica sanefa superior de vidre que permet il·luminar l'interior, és de dues fulles de fusta ornades amb motius geomètrics, gravats i cisellats. La façana arrebossada i pintada de blanc, acusa el contrast dels batents de fusta pintats de color verd.